# Rio Samburá
Rio Samburá är ett vattendrag i Brasilien.   Det ligger i delstaten Minas Gerais, i den sydöstra delen av landet, 500 km söder om huvudstaden Brasília.
Omgivningarna runt Rio Samburá är huvudsakligen savann. Runt Rio Samburá är det ganska glesbefolkat, med 26 invånare per kvadratkilometer.